# Мауизавр
Мауизавр (лат. Mauisaurus, буквально: ящер Мауи) — род вымерших рептилий из надотряда завроптеригий, отряда плезиозавров. Жил в позднемеловом периоде (83,6—66,0 миллионов лет назад) в водах бассейна, где сейчас расположена Новая Зеландия. Это был крупнейший плезиозавр и, возможно, самая большая морская рептилия в новозеландских водах в то время. Многочисленные экземпляры в прошлом были приписаны к этому роду, однако в научной работе 2017 года мауизавр объединён в лектотип.

## Описание

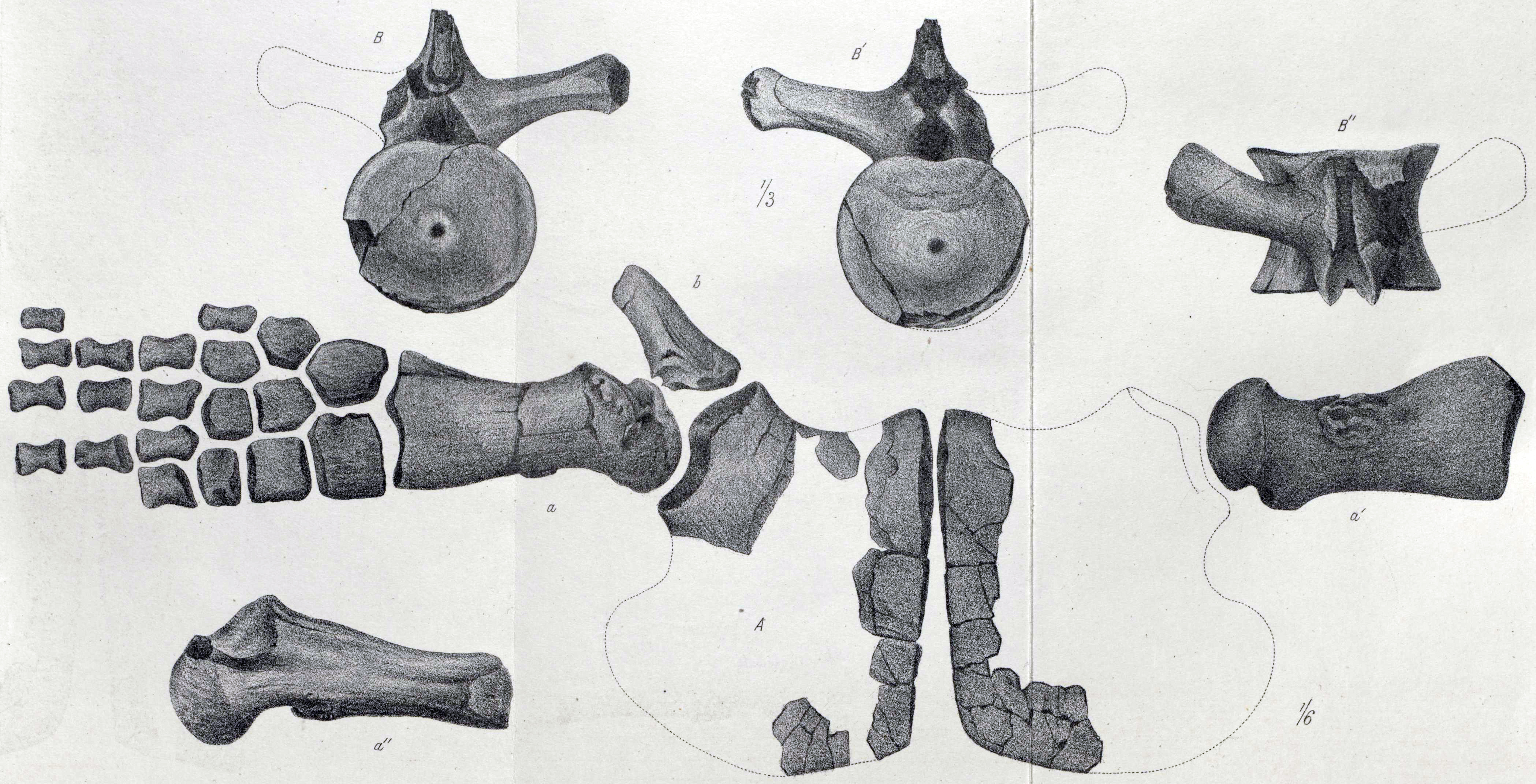

Имея 68 шейных позвонков, мауизавр отличается наличием одной из самых длинных шей (по количеству позвонков) среди всех плезиозавров. Мауизавр был довольно большим, достигал более 8 метров в длину. Как и у других плезиозавров, у него было длинное стройное тело с многочисленными позвонками, позволяющее двигаться пластично. На нижней стороне у мауизавра было две пары больших ласт. Они помогали плыть на высоких скоростях, и, возможно, также позволили плезиозавру выходить на берег на короткие промежутки времени. Мауизавр был плотоядным животным с острыми зазубренными зубами, которые использовались для захвата рыбы или кальмара.

## История открытия
Все останки мауизавра были найдены на Южном острове Новой Зеландии, недалеко от Кентербери. Была даже найдена одна окаменелость мауазавра, сражающегося с мозазавром из новозеландского региона. Mauisaurus gardneri был описан в 1877 году на основе шейных позвонков и плечевой кости, но позднее был причислен к единственному виду Mauisaurus haasti.
Мауизавр получил свое название от новозеландского мифологического полубога маори Мауи. Согласно новозеландским мифам, Мауи поднял Новую Зеландию с морского дна с помощью рыболовного крючка, создав таким образом целую страну. Мауизавр получил видовое название по имени своего первооткрывателя Юлиуса фон Хааста, который обнаружил первый ископаемый экземпляр в 1870 году. Впервые образец был описан в 1874 году.

## Культурный контекст
Мауизавр является одним из немногих новозеландских доисторических существ, и поэтому он очень популярен в стране. 1 октября 1993 года был выпущен ряд марок для широкой публики. Несмотря на то, что на них изображены многие другие динозавры и доисторическая фауна, мауизавр изображен охотящимся на рыб на марке стоимостью 1,20 доллара.